# Kamal Heer
Kamal Heer, nombre artístico de Kamaljeet Singh Heer (23 de enero de 1973), es un cantante, compositor y músico punjabi indio. Es hermano menor de Manmohan Waris (el mayor de su familia) y Sangtar, un músico reconocido. Sus presentaciones en vivo, lo ha demostrado con su propio dominio sobre el arte de la música tradicional Punjabi, además junto con sus hermanos fundaron la asociación musical "Punjabi Virsa".

## Biografía
Kamal Heer nació en el pueblo de Halluwal, Punjab, India. Aprendió música de Jaswant Singh Ustaad Bhanwra. La familia de Kamal se trasladó a Canadá en 1990, Kamal y su hermano mayor Sangtar comenzaron por componer temas musicales. En 1993 lanzó su primer álbum titulado "Manmohan Waris", se dio a conocer con su primer sencillo, titulado "Gaairan Naal Penghan Jhotdiye", que se convirtió en un gran éxito. Kamal continuó componiendo hasta 1999.

## Carrera
Su álbum debut titulado Kamli, fue lanzado en el 2000, en la que también tuvo mucho éxito. En 2002, Kamal Heer lanzó su próximo álbum titulado "Masti-Kanthay Vala", en la que se convirtió también en éxito, especialmente con su tema musical titulado "Kanthay Vala". Kamal Heer lanza su próximo álbum titulado "Masti 2" en el 2003, con pistas musicales como "Nachne Nu Kare Mera Ji", "Kinnu Yaad Kar Kar Hasdi", "Hick Da Taveet" y "Ishq Ne Kamle Karte".
Kamal Heer continuó su éxito con su asociación "Punjabi Virsa" en el 2004 en Toronto, en la que lanzó un álbum en vivo grabado en Toronto. El inmenso éxito de este disco le condujo a ofrecer otras giras de conciertos con dicha asociación, encargada de organizar giras de conciertos cada año por todo el mundo. Punjabi Virsa del 2005, Punjabi Virsa 2006 y Punjabi Virsa 2008, durante esos años se han encargado solo a grabar sus conciertos en vivo y en directo. Después de lanzar sus álbumes de estudio e éxito como Masti Tres (2006) y Chan Jiha Gabhru (2007), Kamal Heer lanzó su próximo álbum titulado "Jinday Ni Jinday" en el 2009. Este álbum ha sido considerado como su mayor éxito hasta la fecha. Después de la gira que tuvo en 2009 y 2010 con Punjabi Virsa en Australia y Nueva Zelanda.